# تاسیان بالا
تاسیان بالا یا مرادآباد، روستایی در دهستان زابلی بخش مرکزی شهرستان مهرستان در استان سیستان و بلوچستان ایران است.

## جمعیت
بر پایه سرشماری عمومی نفوس و مسکن در سال ۱۳۹۵، جمعیت این روستا برابر با ۱۰۵ نفر (۲۵ خانوار) بوده‌است.